# Аданаспор
«Аданаспор» (тур. Adana Spor Kulübü) — турецький футбольний клуб з міста Адана. 
Виступає в другому дивізіоні — Турецькій Першій лізі. Матчі проводить на стадіоні «Адана 5 Оджак».

## Історія
Клуб засновано 1954 року. Клубними кольорами обрано жовтий і темносиній. Після злиття 1966 року з клубами «Акінспор» і «Торосспор» барви змінено на помаранчевий і білий. Представляють регіон із розвинутим бавовнярством, що відображено на емблемі команди.
У Турецькій Суперлізі команда провела 21 сезон (останній — 2003/04).

## Досягнення
- Чемпіонат Туреччини: 2-е місце (1980/81), 4-е місце (1975/76)

## Виступи в єврокубках
Кубок УЄФА:
| Сезон     | Раунд |         | Клуб                  | Рахунок  |
| --------- | ----- | ------- | --------------------- | -------- |
| 1976—1977 | 1/32  | Австрія | «Аустрія» (Зальцбург) | 2-0, 0-5 |
| 1978—1979 | 1/32  | Австрія | «Гонвед» (Будапешт)   | 2-2, 0-6 |
| 1981—1982 | 1/32  | Італія  | «Інтер» (Мілан)       | 1-3, 1-4 |

## Відомі гравці
- Хасан Гюлтанг